# Ніколь Петінья
Ніколь Петінья (27 жовтня 1966, Ла-Шо-де-Фон) — колишня швейцарська футбольна арбітриня. Вона закінчила  кар'єру 1 грудня 2008 року, найяскравішим моментом якої було суддівство фіналу чемпіонату світу з футболу серед жінок 1999 року.

## Біографія
Ніколь Петінья виросла в місті Аль в кантоні Юра й у віці 17 років таємно відвідувала суддівські курси разом зі своєю сестрою-близнючкою Домінік. Через два роки вона вступила до Лозаннської консерваторії, а потім працювала вчителькою музики. Петінья також активно займалася хокеєм, гандболом, волейболом і футболом. Вона була виконавчим директором Спілки арбітрів національної ліги й сама грала в жіночій національній лізі А з 1983 по 1985 рік.
У 1991 році Петінья вийшла заміж за марокканського футболіста Мохаммеда Муіді (Віль) і жила з ним спочатку в Сігігені, а потім у Госсау. З літа 2000 року до середини травня 2007 року вона була у стосунках з колишнім рефері Урсом Маєром і мешкала з ним та його двома дітьми у Вюренлосі, а згодом у Регенсдорфі.
Вона є однією з небагатьох жінок, які судили матчі у вищих професійних лігах чоловічого футболу, включаючи швейцарську у Суперлігу та австрійську Бундеслігу. Загалом Петіньє відсудила 91 матч першої ліги Швейцарії, а в травні 2007 року — фінал Кубка Швейцарії — «Базель» проти «Люцерн». 14 серпня 2003 року вона стала першою жінкою, яка судила чоловічий матч Кубка УЄФА (перший матч кваліфікації Кубка УЄФА між «АІК» (Стокгольм) та «Фількір» (Рейк'явік)).
У липні 1999 року в Лос-Анджелесі Ніколь Петінья судила фінал Чемпіонату світу з футболу серед жінок Сполученими Штатами та Китаєм. Вона не призначила пенальті американському голкіперу Бріанні Скуррі за те, що та вийшла вперед за лінію своїх воріт під час серії пенальті. У вересні 2000 року вона судила жіночий футбольний турнір на Олімпійських іграх у Сіднеї, а у 2001 році фінал чемпіонату Європи з футболу серед жінок між Німеччиною та Швецією. Пізніше вона судила матчі Чемпіонату світу з футболу серед жінок 2003 року, жіночого Євро-2005 та Чемпіонату світу з футболу серед жінок 2007 року.
1 грудня 2008 року Петінья залишила посаду арбітра. Відтоді вона працює тренером з баскетболу на інвалідних візках у CFR Jura в Делемоні та має власну практику.

## Вшанування та наступні покоління
У 2006 році її свекор П'єр-Андре Маршан написав її біографію під назвою «Дівчина, яка свистить на хлопців».
У 2020 році, через сімнадцять років після дебюту Ніколь Петінья, Стефані Фраппар була головним арбітром на матчі Ліги чемпіонів УЄФА.